# Arctostaphylos viridissima
Arctostaphylos viridissima är en ljungväxtart som först beskrevs av Alice Eastwood, och fick sitt nu gällande namn av Mcminn. Arctostaphylos viridissima ingår i släktet mjölonsläktet, och familjen ljungväxter. Inga underarter finns listade i Catalogue of Life.

## Bildgalleri

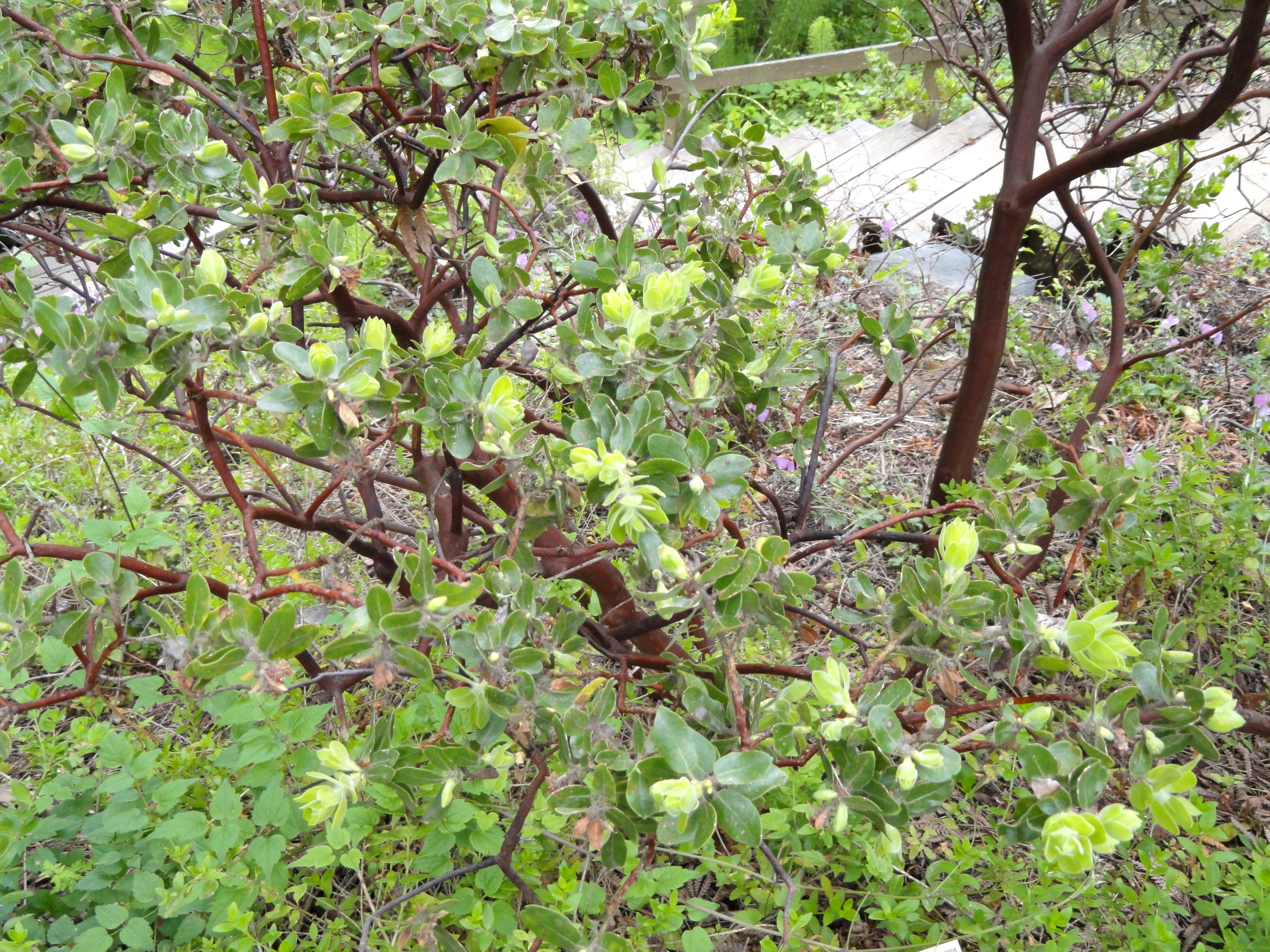
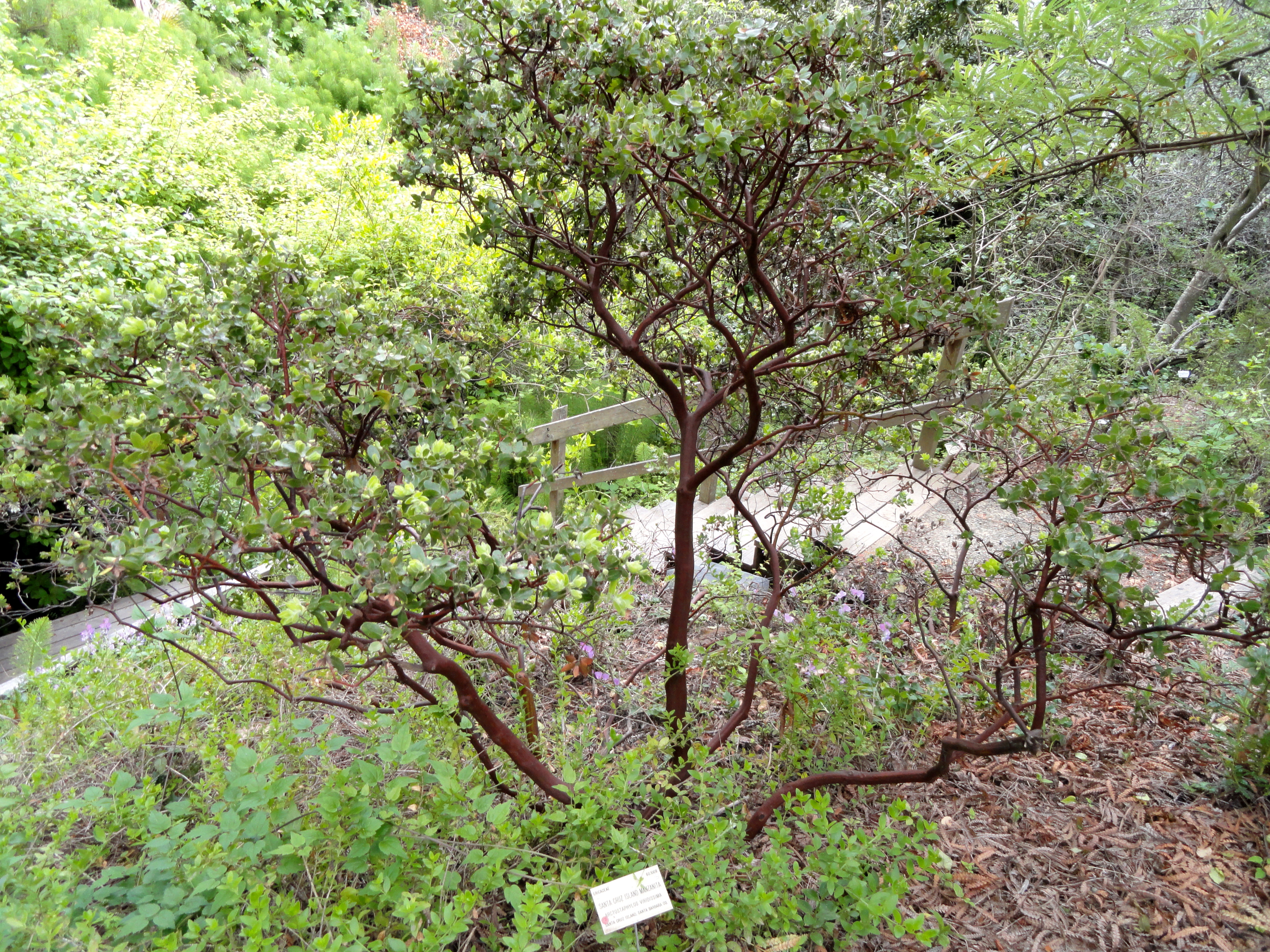